# Gée
Gée är en kommun i departementet Maine-et-Loire i regionen Pays de la Loire i nordvästra Frankrike. Kommunen ligger i kantonen Beaufort-en-Vallée som tillhör arrondissementet Angers. År 2018 hade Gée 529 invånare.

## Befolkningsutveckling
Antalet invånare i kommunen Gée
| Referens: INSEE |